# Samuel Shelley
Samuel Shelley (Whitechapel, 1750 – Londra, 22 dicembre 1808) è stato un pittore, incisore e acquarellista britannico.

## Biografia

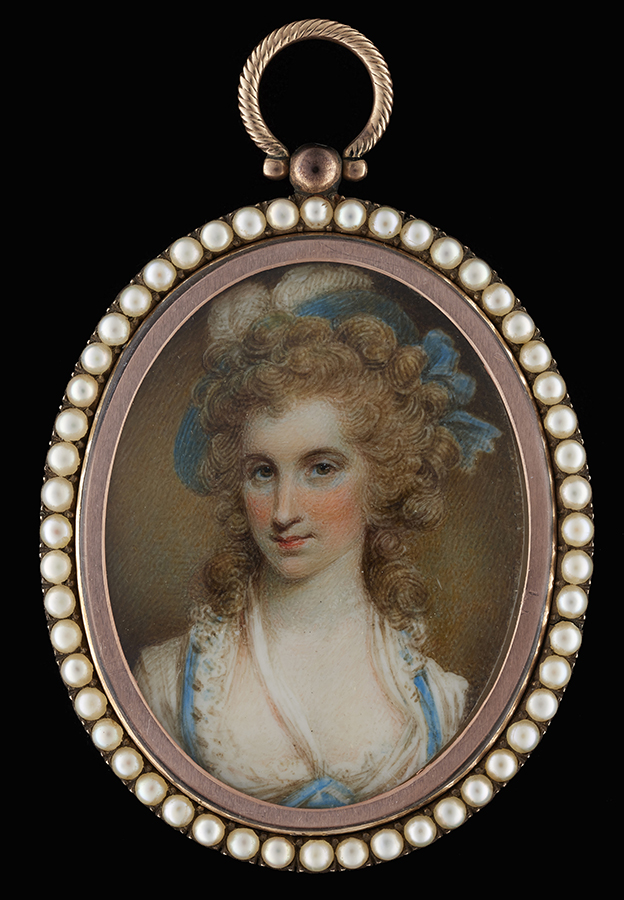
Samuel Shelley, forse Ritratto di Angelica Schuyler Church (1756–1814), 1800 circa

Nato nei pressi di Londra, artista versatile, Shelley era un autodidatta e si espresse con l'acquarello, ma anche nel disegno e nell'incisione. Subì l'influsso di Richard Cosway e di sir Joshua Reynolds (1723–1792). Espose per la prima volta nel 1773 e l'anno seguente entrò nella Royal Academy. Shelley dipinse ritratti ad olio, illustrò libri, realizzò incisioni; ma la sua notorietà resta legata a ritratti, eseguiti a miniatura su avorio, oppure all'acquarello su carta.

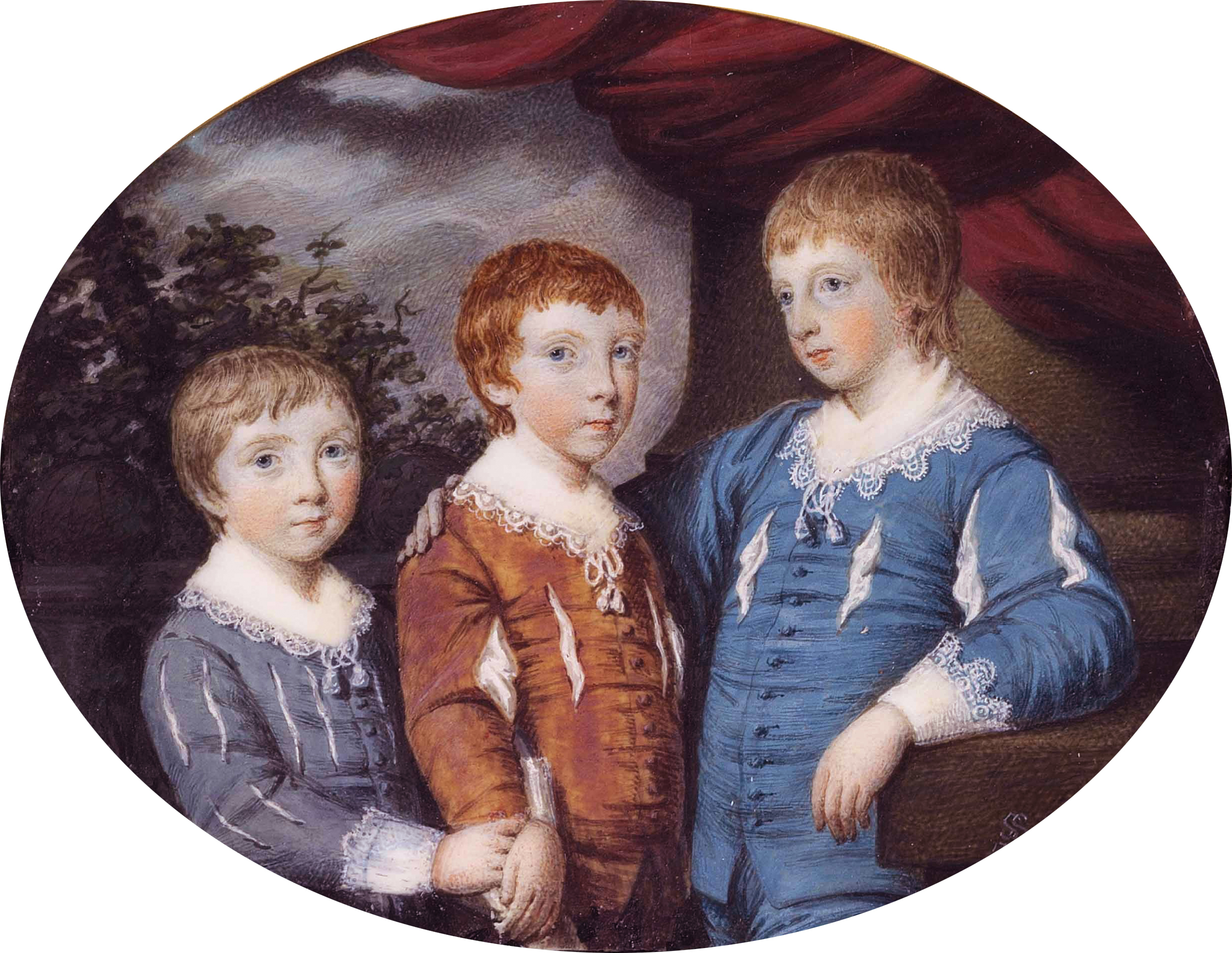
Samuel Shelley, James George Stopford (1765-1835) e i suoi fratelli Edward (1766-1837) e Robert (1768-1847), 1774, miniatura su avorio

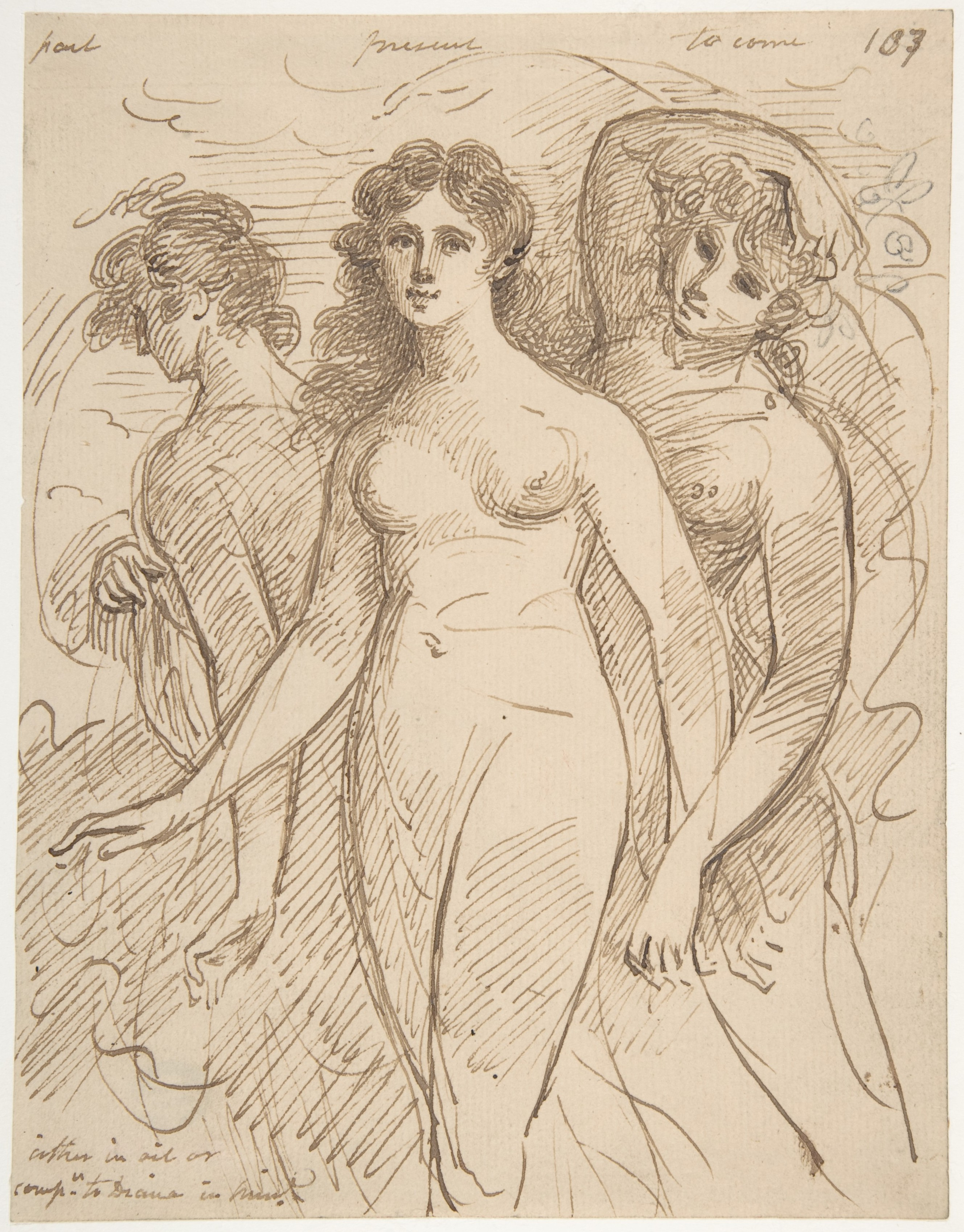
Samuel Shelley, Le Ore, Metropolitan Museum

Divenne uno dei fondatori della Royal Watercolour Society, una istituzione inglese, fondata nel 1804 da un gruppo di artisti che utilizzavano prevalentemente la tecnica dell'acquarello. Essi si erano staccati dalla Royal Academy, perché ritenevano che in quell'ambito gli acquarellisti non godessero lo stesso riguardo dei pittori ad olio. Fino al 1807 Samuel Shelley fu il tesoriere della Royal Watercolour Society.

### Illustrazione di libri
- Observations on the theory and practice of landscape gardening, 1803 - frontespizio inciso da Samuel Shelley.

### Opere tratte da suoi lavori

#### Alla National Library of Australia
- James King da un dipinto di Samuel Shelley, incisione di I. Hogg.
- Edwd Riou, da una miniatura di Samuel Shelley, incisione di Jas Heath.

#### Alla Portrait Gallery, Londra
- Margaret Bryan con le figlie di William Nutter, da Samuel Shelley, incisione pubblicata nel 1797.
- Miss Mavor di Henry Bone, da Samuel Shelley, penna e inchiostro, 1807.
- Elizabeth St Aubyn (forse) di Henry Bone, da Samuel Shelley, penna e inchiostro, 1809.
- Lady Georgiana Elizabeth Russell di Henry Bone, da Samuel Shelley, penna e inchiostro, 1813.
- Sir Ashton Lever di William Holl, da Samuel Shelley, incisione pubblicata nel 1835.
- Humphry Repton di Henry Bryan Hall, da Samuel Shelley, incisione pubblicata nel 1839.